# ماء (عنصر تقليدي)
الماء هو أحد العناصر في الفلسفة اليونانية القديمة، وأحد العناصر التقليدية الخمسة في النظام الآسيوي الهندي، وهو موجود في العناصر الخمسة في علم الكونيات الصيني وفي النظام الفسيولوجي الصيني. في الثقافة الروحية المعاصرة، يرتبط الماء عمومًا بخصائص المشاعر والحدس.

## الثقافة اليونانية والرومانية

الرمز الخيميائي للماء

لقد كان الماء أحد العديد من العناصر البدائية التي افترضها فلاسفة عصر ما قبل سقراط، فقد حاول معظمهم اختزال جميع الأشياء في مادة واحدة. ولكن اختارإيمبيدوكليس من آغريغينتوم (آكراغاس) (495 ق.م. - 435 ق.م) أربعة عناصر بدائية لجذوره الأربعة وهي: الهواء والنار والماء والتراب. ثم أصبحت جذور إيمبيدوكليس العناصر الأربعة التقليدية للفلسفة اليونانية. أفلاطون (427-347 ق.م) استلهم من عناصر إيمبيدوكليس الأربعة. ففي حوار طيمايوس، أحد أهم حوارات أفلاطون الكونية، كان صلب أفلاطون المرتبط بالماء هو عشروني الوجوه الذي يتكون من عشرين مثلثًا متساوي الأضلاع. وبهذا أصبح الماء العنصر الذي يمتلك أكبر عدد من الجوانب، الأمر الذي رآه أفلاطون مناسبًا لأن الماء ينساب من يد الإنسان إذا أمسك به، كما لو كان مصنوعًا من كرات ضئيلة وصغيرة.
وضع تلميذ أفلاطون أرسطو (384-322 ق.م) تفسيرًا مختلفًا للعناصر اعتمادًا على الصفات الزوجية. فلقد ترتبت العناصر الأربعة ترتيبًا متحد المركز حول مركز الكون لتشكل الفضاء تحت القمر. ووفقًا لأرسطو، يكون الماء باردًا ورطبًا ويحتل المكان بين الهواء والتربة وسط مجالات العناصر.
في الطب اليوناني القديم، أصبح كل خلط من الأخلاط الأربعة مرتبطًا بعنصر. البلغم كان هو الخلط المرتبط بالماء، حيث كلاهما بارد ورطب. ومن بين الأشياء الأخرى المرتبطة بالماء والبلغم في طب العصور الوسطى موسم الشتاء، حيث يزيد من صفات البرودة والرطوبة؛ وكذلك المزاج اللمفي والأنثوية والمخ ونقطة الغرب في البوصلة.
في الخيمياء، كان العنصر الكيميائي الزئبق يرتبط دائمًا بالماء وكان الرمز الخيميائي له هو مثلث رأسه لأسفل.

## الثقافة الهندية
كلمة Ap (áp-) هي مرادف كلمة ماء في اللغة السنسكريتية القديمة، وترد هذه الكلمة في السنسكريتية الكلاسيكية بلفظ الجمع فقط وليس عنصرًا خامسًا āpas (يتم إعادة تحليله أحيانًا لتصبح لفظة مفردة، āpa-) بحيث تصبح āp في اللغة الهندية. ولقد اشتق هذا المصطلح من اللغة الهندية الأوروبية البدائية hxap مرادفًا للماء.
يشير المصطلح في الفلسفة الهندية إلى
الماء باعتباره عنصرًا، وهو أحد العناصر الخمسة التقليدية، أو «العناصر الخمسة العظيمة». وهي في الهندوسية، أيضًا اسم ديفا، وهو تجسيد للماء، (أحد الفاسو (الآلهة) في معظم القوائم المقدسة القديمة). ويرتبط عنصر الماء أيضًا بـ شاندرا أو القمر وشوكرا الذي يرمز إلى المشاعر والحدس والخيال.

### الشخصيات الفلكية
إن الأشخاص الذين يولدون في الأبراج الفلكية برج السرطان وبرج العقرب وبرج الحوت يعتقد أنهم تسيطر عليهم الصفات المائية. والشخصيات المائية تكون عاطفية وعميقة ومهذبة ومرهفة الحس وشفوقة وخيالية وحدسية؛ ولكنها قد تكون باردة ومتقلبة المزاج وغيورة ورقيقة المشاعرة وحساسة ومستغرقة في أحلام اليقظة ولاعقلانية.

### الأسحار الاحتفالية
لقد تم دمج الماء والعناصر التقليدية اليونانية الأخرى في نظام جولدن داون (Golden Dawn). إن السلاح العنصري الذي يتميز به الماء هو الكأس. فكل عنصر من العناصر يرتبط بكائنات روحانية متعددة. فكبير ملائكة الماء هو جبرائيل، والملاك هو تاليهاد (Taliahad) والحاكم هو ثارسيس (Tharsis) والملك هو نيشسا (Nichsa) وتسمى عناصر الماء يوندينات . وتشير إلى النقطة أعلى يمين النجم الخماسي في طقوس النجم الخماسي الروحية (Supreme Invoking Ritual of the Pentagram). ولقد انتشرت العديد من تلك الارتباطات منذ ذلك الوقت في الحياة الغامضة.

### السحر الحديث
إن الماء أحد العناصر الخمسة التي تظهر في معظم تقاليد ويكا. ويكا على وجه التحديد كان متأثرًا بنظام جولدن داون للسحر وروحانيات آليستر كراولي، والتي هي بدورها مستوحاة من نظام جولدن داون. وتضم الأعمال المنسوبة إلى ويكا ما يلي:
- الاتجاه السماوي: الغرب
- الفصل: الشتاء
- فترة العمر: الشباب
- الوقت من اليوم: منتصف الليل
- الكوكب الوصي: نبتون
- الكائن العناصري: يوندين
- الألوان: الأزرق الداكن والأخضر المائل للزرقة والبنفسجي الداكن والرمادي والأسود
- الأدوات السحرية: الكؤوس
- قراءة التاروت: الكؤوس في بطاقات أركانا الصغرى
- أداة المذبح: الكأس
- الطاقة الأنثوية
- أخرى: تضم التوافقات المشاعر والعواطف والتكهن والحدس والشفاء والأحلام والقدرات الجسدية.

ومن مظاهر عنصر الماء الأنهار والمحيطات والبحيرات والآبار والأمطار والضباب والجليد والثلج والجداول المائية وجميع المشروبات. ويعتقد أيضًا أن الحيوانات، لا سيما الفقمة والدرفيل والسرطان والسلحفاة والضفدعة وجميع أنواع الأسماك، هي تجسيد لعنصر الماء. وهناك أيضًا المخلوقات الأسطورية والخرافية المرتبطة بالماء وهي حورية البحر والحورية الجبلية وحورية الماء وحية البحر.

## وصلات خارجية
- Different versions of the classical elements